# Persone di cognome Wolff
| Questa pagina contiene informazioni ricavate automaticamente dalle voci biografiche con l'ausilio del template Bio e di un bot. L'aggiornamento è periodico e automatico e ricostruisce completamente la pagina. Se manca una persona in questa lista, sei pregato di non aggiungerla, ma accertati piuttosto che la sua voce biografica contenga il template Bio e che i dati anagrafici siano correttamente compilati. Se il template Bio manca, inseriscilo tu stesso o, in alternativa, metti l'avviso {{tmp\|Bio}} che ne segnala la mancanza. Se i dati riportati sono sbagliati, correggi direttamente la voce biografica; le modifiche saranno visibili in questa lista entro pochi giorni. Per chiarimenti vedi il progetto antroponimi. La lista contiene solo le 54 persone che sono citate nell'enciclopedia e per le quali è stato implementato correttamente il template Bio. Pagina aggiornata al 23 lug 2025. |

Questa è una lista di persone presenti nell'enciclopedia che hanno il cognome Wolff, suddivise per attività principale.

## Allenatori di calcio(1)
- Josh Wolff, allenatore di calcio e ex calciatore statunitense (Stone Mountain, n. 1977)

## Attori(6)
- Alex Wolff, attore, musicista e cantante statunitense (New York, n. 1997)
- Christian Wolff, attore e doppiatore tedesco (Berlino, n. 1938)
- Francis De Wolff, attore britannico (Essex, n. 1913 - Sussex, † 1984)
- Nat Wolff, attore, cantante e musicista statunitense (Los Angeles, n. 1994)
- Rikard Wolff, attore, cantante e doppiatore svedese (Farsta, n. 1958 - Stoccolma, † 2017)
- Frank Wolff, attore statunitense (San Francisco, n. 1928 - Roma, † 1971)

## Attrici(1)
- Susanne Wolff, attrice tedesca (Bielefeld, n. 1973)

## Aviatori(1)
- Kurt Wolff, aviatore tedesco (Greifswald, n. 1895 - cielo di Moorslede, † 1917)

## Calciatori(3)
- Enrique Wolff, ex calciatore argentino (Buenos Aires, n. 1949)
- Owen Wolff, calciatore statunitense (Snellville, n. 2004)
- Tyler Wolff, calciatore statunitense (Snellville, n. 2003)

## Cantanti(1)
- Tilo Wolff, cantante e musicista tedesco (Francoforte sul Meno, n. 1972)

## Compositori(4)
- Auguste Wolff, compositore e pianista francese (Parigi, n. 1821 - † 1887)
- Christian Wolff, compositore tedesco (Naundorf, n. 1705 - Dahlen, † 1773)
- Hellmuth Christian Wolff, compositore e musicologo tedesco (Zurigo, n. 1906 - Lipsia, † 1988)
- Albert Wolff, compositore e direttore d'orchestra francese (Parigi, n. 1884 - Parigi, † 1970)

## Dirigenti d'azienda(1)
- Toto Wolff, manager, ex pilota automobilistico e dirigente sportivo austriaco (Vienna, n. 1972)

## Drammaturghe(1)
- Ruth Wolff, drammaturga e sceneggiatrice statunitense (Malden, n. 1932)

## Editori(1)
- Kurt Wolff, editore, scrittore e giornalista tedesco (Bonn, n. 1887 - Ludwigsburg, † 1963)

## Filosofi(1)
- Christian Wolff, filosofo e giurista tedesco (Breslavia, n. 1679 - Halle sul Saale, † 1754)

## Fisiologi(1)
- Caspar Friedrich Wolff, fisiologo tedesco (Berlino, n. 1734 - San Pietroburgo, † 1794)

## Fotografe(1)
- Annemie Wolff, fotografa olandese (Laufen, n. 1906 - Amsterdam, † 1994)

## Fotografi(3)
- Bernard Pierre Wolff, fotografo francese (Connerré, n. 1930 - New York, † 1985)
- Ilan Wolff, fotografo israeliano (Nahariya, n. 1955)
- Paul Wolff, fotografo tedesco (Mulhouse, n. 1887 - Francoforte sul Meno, † 1951)

## Giocatori di football americano(1)
- Earl Wolff, giocatore di football americano statunitense (Raeford, n. 1989)

## Giornalisti(3)
- Karl Felix Wolff, giornalista, scrittore e antropologo austriaco (Karlstadt, n. 1879 - Bolzano, † 1966)
- Michael Wolff, giornalista, scrittore e saggista statunitense (Paterson, n. 1953)
- Theodor Wolff, giornalista e scrittore tedesco (Berlino, n. 1868 - Berlino, † 1943)

## Giuristi(1)
- Jacob Gabriel Wolff, giurista tedesco (Greifswald, n. 1684 - Halle, † 1754)

## Matematici(1)
- Julius Wolff, matematico olandese (Nimega, n. 1882 - Campo di concentramento di Bergen-Belsen, † 1945)

## Medici(2)
- Harold Wolff, medico e neurologo statunitense (New York, n. 1898 - Washington, † 1962)
- Max Wolff, medico tedesco (Berlino, n. 1844 - † 1923)

## Militari(1)
- Karl Wolff, militare tedesco (Darmstadt, n. 1900 - Rosenheim, † 1984)

## Missionari(1)
- Jean Wolff, missionario e arcivescovo cattolico francese (Trogues, n. 1905 - Chevilly-Larue, † 1990)

## Musicologi(1)
- Christoph Wolff, musicologo tedesco (Solingen, n. 1940)

## Pallamanisti(1)
- Andreas Wolff, pallamanista tedesco (Euskirchen, n. 1991)

## Pallanuotisti(1)
- Diego Wolff, pallanuotista argentino (Aurich, n. 1934 - † 2010)

## Patrioti(1)
- Adolfo Wolff, patriota, militare e agente segreto italiano (Augusta)

## Pilote automobilistiche(1)
- Susie Wolff, ex pilota automobilistica britannica (Oban, n. 1982)

## Pistard(1)
- René Wolff, ex pistard tedesco (Erfurt, n. 1978)

## Psicologhe(2)
- Toni Wolff, psicologa svizzera (Zurigo, n. 1888 - Zurigo, † 1953)
- Charlotte Wolff, psicologa tedesca (Riesenburg, n. 1897 - Londra, † 1986)

## Pugili(1)
- Harry Wolff, pugile svedese (Nyköping, n. 1905 - Stoccolma, † 1987)

## Scacchisti(1)
- Patrick Wolff, scacchista statunitense (n. 1968)

## Sceneggiatori(1)
- Willi Wolff, sceneggiatore, regista e produttore cinematografico tedesco (Schönebeck, n. 1883 - Nizza, † 1947)

## Schermidori(1)
- Albert Wolff, schermidore francese (Barr, n. 1906 - Scottsdale, † 1989)

## Scrittori(1)
- Tobias Wolff, scrittore statunitense (Birmingham, n. 1945)

## Scrittrici(1)
- Lina Wolff, scrittrice svedese (Lund, n. 1963)

## Scultori(1)
- Albert Wolff, scultore tedesco (Neustrelitz, n. 1814 - Berlino, † 1892)

## Sociologi(2)
- Kurt Heinrich Wolff, sociologo tedesco (Darmstadt, n. 1912 - Newton, † 2003)
- Wilhelm Wolff, sociologo tedesco (Tarnów, n. 1809 - Manchester, † 1864)

## Velocisti(1)
- Freddie Wolff, velocista britannico (Hong Kong, n. 1910 - Marylebone, † 1988)